# Comptella curta
Comptella curta is een slakkensoort uit de familie van de Muricidae. De wetenschappelijke naam van de soort is voor het eerst geldig gepubliceerd in 1905 door Murdoch.